# Nemesis (2020)
Nemesis ist ein Schweizer Dokumentarfilm von Thomas Imbach aus dem Jahr 2020. Die Premiere erfolgte im April 2020 im Wettbewerb von Nyon Visions du Réel. Die internationale Premiere fand im Rahmen des International Documentary Film Festival Amsterdam 2020 statt, wo der Film den Preis für Best Cinematography erhielt, verliehen von Edward Lachman. Der Film wurde zudem bei den „secret screenings“ auf dem Locarno Film Festival 2020 gezeigt, sowie im Rahmen des Karlovy Vary Film Festival 2021.

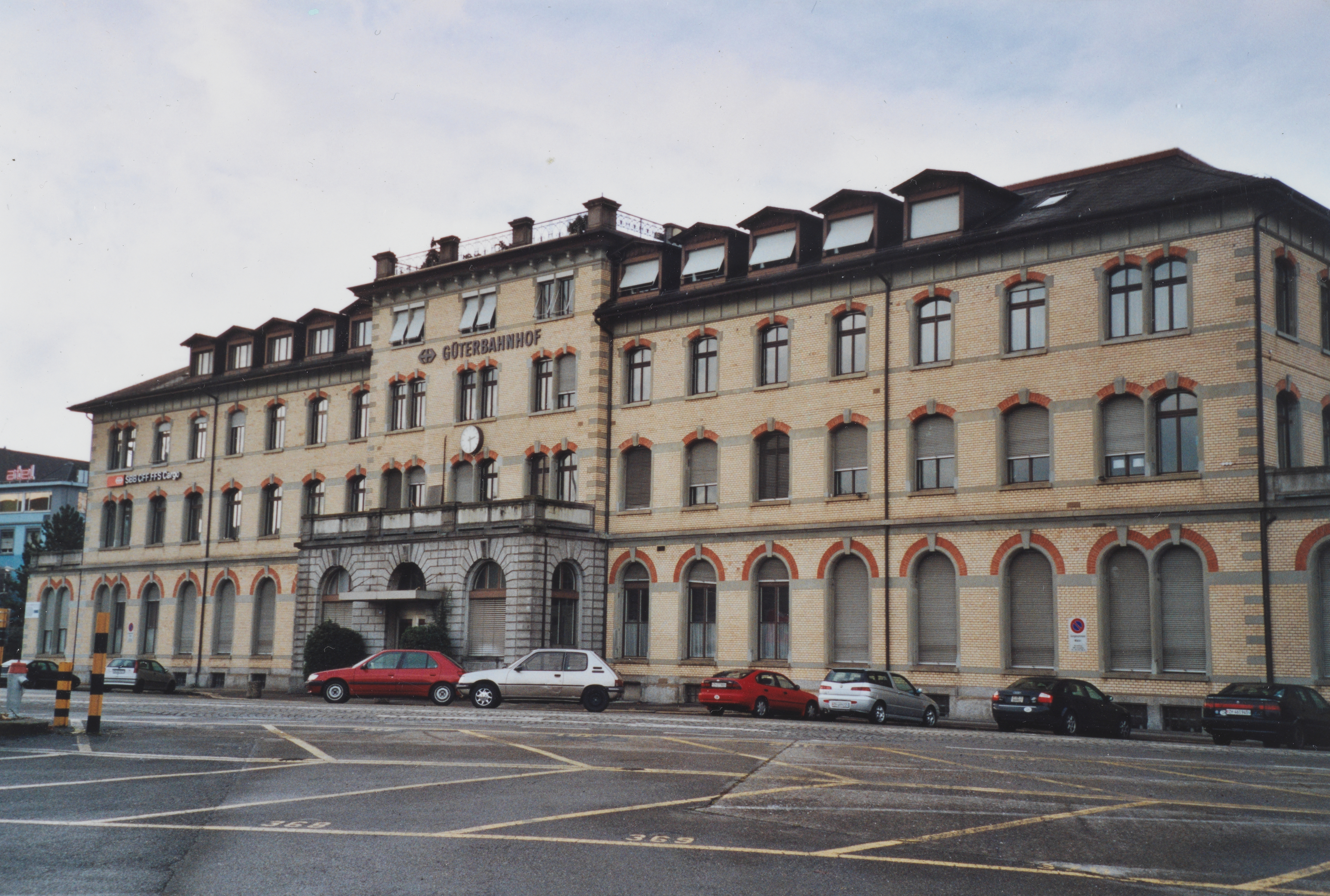
Der Zürcher Güterbahnhof, Frontseite (2006)

## Handlung
Nemesis widmet sich der Zerstörung des Zürcher Güterbahnhofs, erbaut im Jahr 1897, der als der damals modernste Güterbahnhof Europas galt. An seiner Stelle wurde ein Polizei- und Justizzentrum mit Gefängnis errichtet. Der Abbruch begann im Mai 2013, April 2019 war der Neubau fertiggestellt, der Bezug begann im April 2022.
Aus der immer gleichen Perspektive vom Fenster des Filmemachers aus, begleitet von den Aussagen mehrerer Ausschaffungshäftlinge, dokumentiert der Film die vollständige Auslöschung des Baukomplexes. Der Film setzt sich damit auseinander, „wie wir mit der Auslöschung von Geschichte und ihrem Ersatz durch totale Sicherheit umgehen“.

## Hintergrund
Nemesis wurde ausschliesslich aus dem Fenster des Filmemachers gefilmt.
Thomas Imbachs Bestürzung über den „qualvollen Tod“ des Güterbahnhofs veranlasst ihn dazu, die laufende Zerstörung, den jahrelangen Stillstand sowie die Entstehung des neuen Betonkolosses festzuhalten, um daraus eine persönliche Chronik zu komponieren.

## Rezeption

### Preise und Auszeichnungen
Der Film wurde mit 8 Filmpreisen ausgezeichnet und erhielt 4 weitere Nominierungen. 

### Kritiken
Sennhauser Filmblog: «Thomas Imbach ist einmal mehr ein gleichzeitig persönlicher und universeller Dokumentarfilm gelungen, der gesellschaftliche Fragen nach Stadtentwicklung, zum Umgang mit anderen Menschen und mit individueller Verantwortung zu einem attraktiven Bild- und Tonstrom verbindet.»
Pascal Blum, Tagesanzeiger: «Sein ‹Nemesis› ist nicht einfach ein gefilmter Bericht fürs Sozialarchiv, sondern ein welthaltiges Porträt aus der Innenperspektive; bei Imbach gibts ja immer beides, die überraschende Bildkomposition und die dokumentarische Beobachtung.»
TAZ: «Sechseinhalb Jahre hat Imbach gedreht, lange muss das Team an der Montage, den Zeitraffern und dem Sounddesign gearbeitet haben, bis sich aus dem voyeuristischen Blick auf das eng begrenzte Terrain beeindruckend vielschichtige Reflexionsebenen entwickeln, die oft mit tatiesker Komik brillieren.»